# Saint-Jean-le-Comtal
Saint-Jean-le-Comtal är en kommun i departementet Gers i regionen Occitanien i sydvästra Frankrike. Kommunen ligger i kantonen Auch-Sud-Ouest som tillhör arrondissementet Auch. År 2022 hade Saint-Jean-le-Comtal 386 invånare.

## Befolkningsutveckling
Antalet invånare i kommunen Saint-Jean-le-Comtal
Referens:INSEE